# Napeogenes adulta
Napeogenes adulta är en fjärilsart som beskrevs av Richard Haensch 1905. Napeogenes adulta ingår i släktet Napeogenes och familjen praktfjärilar. Inga underarter finns listade i Catalogue of Life.